# فريق الساموراي الخارق
فريق الساموراي الخارق (بالإنجليزية :Superhuman Samurai Syber-Squad) هو مسلسل تلفزيوني أمريكي ياباني تم انتاجه من قبل شركة إنتاجات تسوبورايا وديك إنترماينت وultrcom inc تم عرضه لأول مرة في 12 سبتمبر 1994 إلى 11 ابريل 1995 واستمر لموسم واحد و 53 حلقة, في العالم العربي تم الدبلجة باللغة العربية من قبل مركز الزهرة وعرض لأول مرة على سبيس باور في عام 2008

## الدبلجة العربية
تعتبر حلقات فريق الساموراي الخارق المدبلجة بالعربية من الوسائط المفقودة

## الاصوات العربية
- إياس أبو غزالة - سام كولينز/سيرفو
- فاتن عيدو - سيدني فورستر
- لورا أبو أسعد
- عادل أبو حسون - مالكولم فرينك
- مأمون الفرخ - أمب إير
- رأفت بازو - تانكر
- فمر خلف
- محمد خير أبو حسون - كيلوكان
- ميسون أبو أسعد
- رامي حنا
- فادي صبيح - براتشيت المدير المدرسة
- رفاه الخطيب - إليزابيث كولينز
- فاطمة سعد

## وصلات خارجية
- الساموراي على موقع IMDb (الإنجليزية)
- الساموراي على موقع كينوبويسك (الروسية)
- الساموراي على موقع قاعدة بيانات الفيلم (الإنجليزية)